# Drachenfels
Le Drachenfels, terme allemand signifiant littéralement « rocher du dragon », est une colline en Allemagne constituant les restes d'un ancien volcan. Ce sommet de 321 mètres d'altitude domine le Rhin ainsi que l'agglomération de Bonn et fait partie du massif des Siebengebirge.
Le Drachenfels fut le théâtre d'une des scènes se rattachant à la légende des Nibelungen : la défaite du dragon Fáfnir par Siegfried.

## Géographie

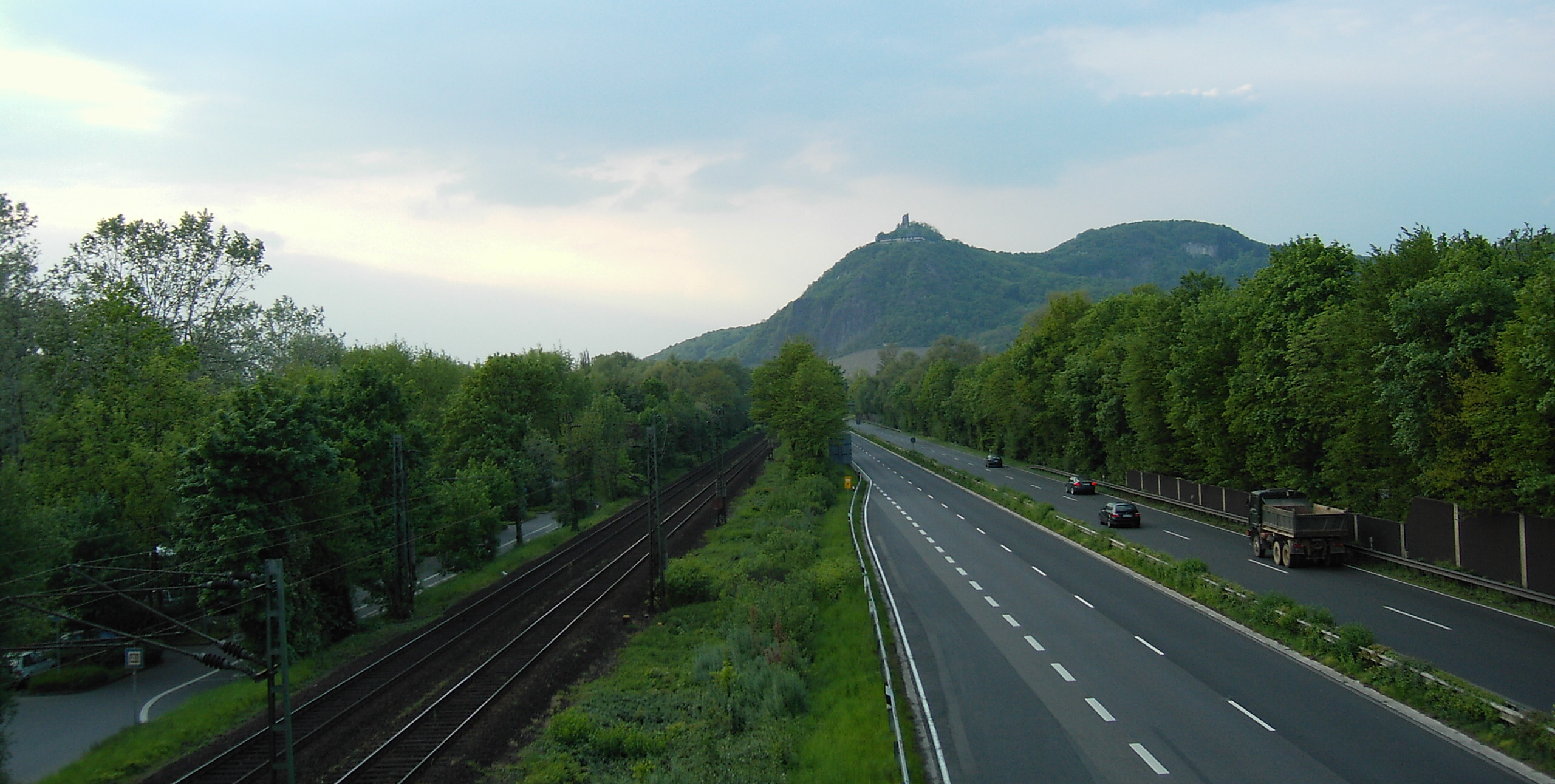
Le Drachenfels vu depuis le sud.

Le Drachenfels est situé sur la rive droite du Rhin, dans le sud-ouest du massif des Siebengebirge. Il est entouré par le Rhin, la ligne de chemin de fer Regional-Express Richtung-Coblence et la route Bundesstraße 42 au sud-ouest et à l'ouest, la ville de Königswinter au nord-ouest, le Hirschberg au nord et la ville de Bad Honnef au sud-est.
Administrativement, il fait partie de la ville de Bad Honnef, du district de Cologne, dans le land de Rhénanie-du-Nord-Westphalie, dans l'Ouest du pays.

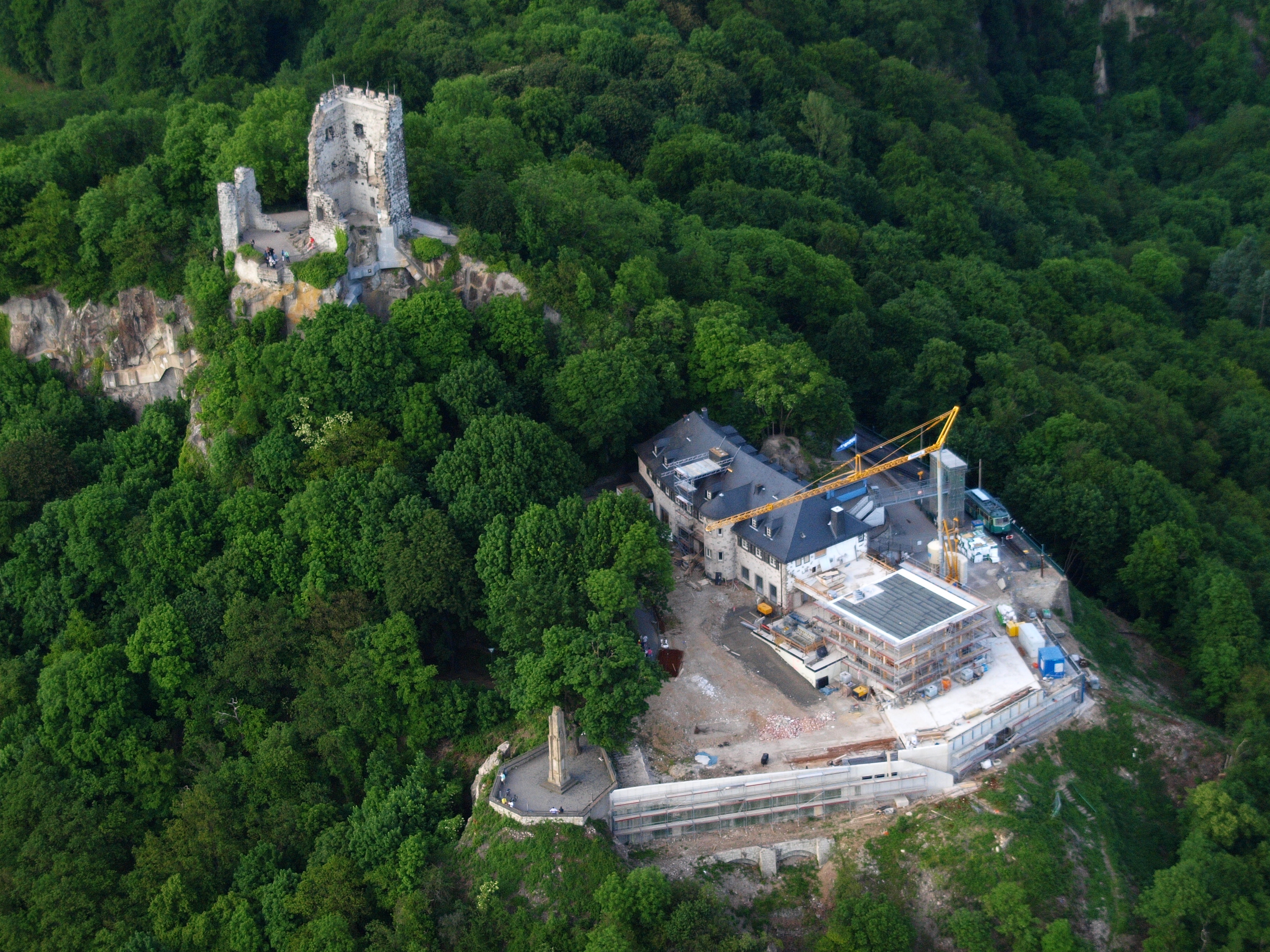
Vue aérienne du sommet du Drachenfels avec les vestiges du château Drachenfels et un hôtel-restaurant.

Le Drachenfels culmine à 321 mètres d'altitude. À son sommet se trouvent les ruines du château Drachenfels (de).
Bien que de forme arrondie, cette colline possède des flancs abrupts qui se transforment en falaise au sud. À ses pieds, les coteaux le long du Rhin sont occupés par des vignobles ; le reste de ses pentes est couvert de forêts.
Le sommet est accessible par une route, par le Drachenfelsbahn au départ de Königswinter ou par des sentiers de randonnée.

## Histoire

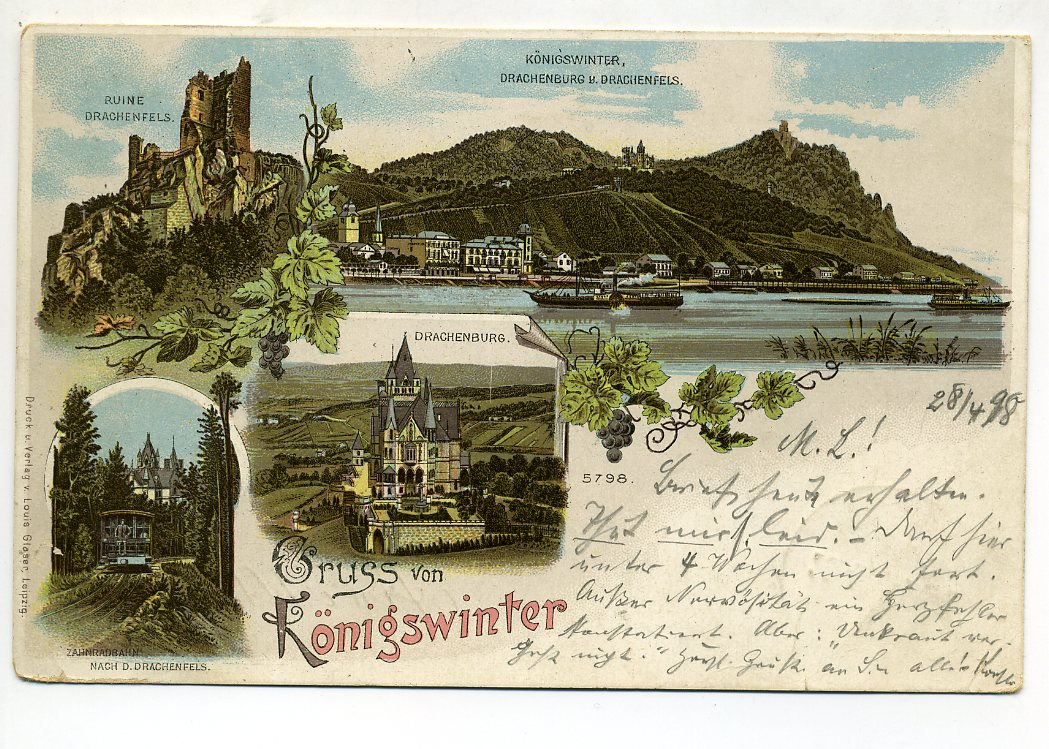
Carte postale du Drachenfels datant de 1898.

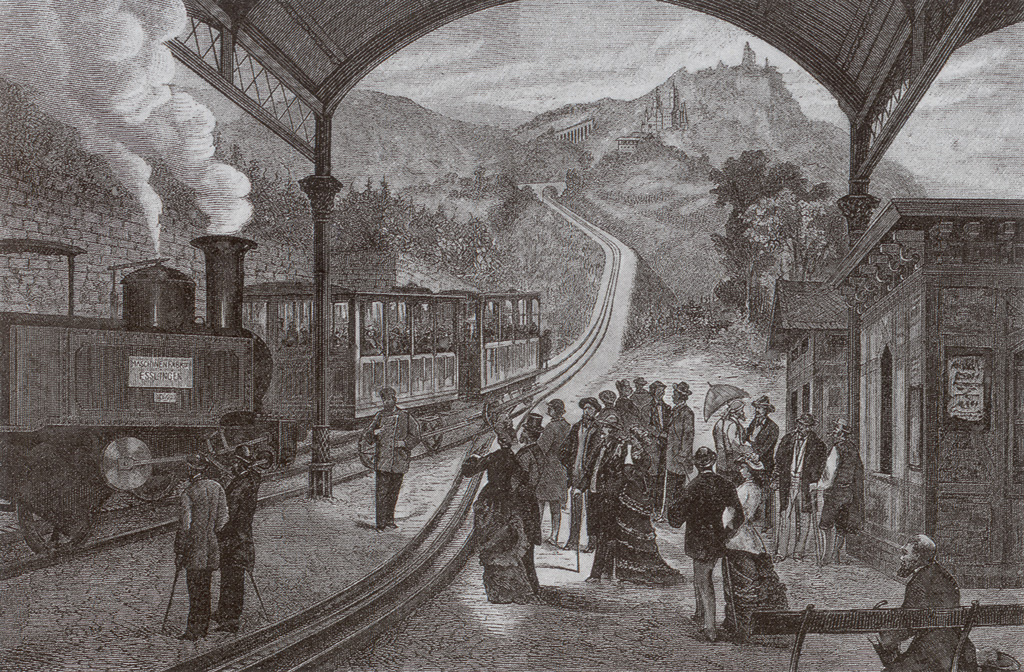
Dessin de 1883 représentant des touristes attendant le train à crémaillère.

La localisation et la morphologie du Drachenfels en surplomb au-dessus du Rhin en font un emplacement stratégique qui explique la construction du château Drachenfels. Ce château médiéval est utilisé de 1167 à 1634 environ.
L'histoire du Drachenfels est ensuite fortement marquée par le tourisme à partir du début du XIXe siècle. Ainsi, un service d'ânes propose d'emmener les touristes au sommet de la colline dès 1816, le chemin de fer passant au pied du Drachenfels se développe entre 1844 et 1870, la route est construite en 1872, le chemin de fer à crémaillère « Drachenfelsbahn » mis en service le 15 juillet 1883 et les bateaux naviguant sur le Rhin font escale à Königswinter à partir de 1892.
Cet afflux de visiteurs a nécessité des structures d'accueil qui se sont concrétisées par la construction de restaurants et d'une salle voutée de 200 m2 de superficie en 1902. Ces constructions se poursuivent tout au long du XXe siècle avec un hôtel-restaurant en 1936, un autre restaurant en 1976 et une terrasse panoramique en 2011.